# THORPEX
THORPEX (The Observing System Research and Predictability Experiment) est un programme  de l'Organisation météorologique mondiale. Il vise l'étude de l'atmosphère terrestre afin de mieux prédire le temps et amenuiser ses effets sur la population. Ce programme commandite de nombreuses expériences en météorologie dont THORPEX Afrique, PANDOWAE (Predictability and Dynamics of Weather Systems in the Atlantic-European Sector) et THORPEX Interactive Grand Global Ensemble (TIGGE).

## Histoire
THORPEX fut lancé en 2003 au XIVe Congrès météorologique mondial, sous la direction de la Commission des sciences atmosphériques de l'OMM, pour une durée initiale de 10 ans, mais il continuait toujours en 2014. Au moment de sa création, il comportait les sous-programmes suivants :
- Influences globales et régionales sur l'évolution et la prévisibilité des systèmes météorologiques ;
- Conception et démonstration d'un système global d'observation ;
- Assimilation des observations dans un modèle de prévision numérique du temps ;
- Avantages sociétaux, économiques et environnementaux des prévisions améliorées.

En février 2005, le Plan international de mise en œuvre du programme de recherche THORPEX fut publié. Ce plan proposait la création d'un Grand modèle d'ensemble global et interactif THORPEX (TIGGE), un système de prévision d'ensembles, et le Système de Prévision Interactif Global (GIFS).
Au début de mars 2005, le premier atelier consacré à TIGGE eut lieu. Le rapport final de l'atelier établit un plan pour la mise en place du groupe de travail THORPEX TIGGE-GIFS le plus tôt possible et pour la mise en place de l'infrastructure pour TIGGE au cours des années suivantes, afin de contribuer au projet de soutien THORPEX en temps réel dans le cadre de l'Année polaire internationale de 2007-2008, ainsi que le projet de recherche et de développement de la prévision pour les Jeux olympiques de Pékin de 2008.
TIGGE continua son développement opérationnel au cours des années suivantes et ses données furent utilisées dans de nombreux articles sur la météorologie. Une revue de 2010 par Bougeault et al. examina les travaux antérieurs et les plans futurs de TIGGE et conclut : « Nous sommes convaincus que les bases de données TIGGE constitueront une ressource clé pour atteindre l'objectif de THORPEX, soit l'accélération de l'évolution de la prévision des conditions météorologiques du temps significatif jusqu'à 2 semaines à l'avance, grâce à une solide combinaison de recherches sur les bases scientifiques de la prévision d'ensemble, l'expérimentation de nouveaux produits et l'élaboration de nouveaux protocoles et politiques d'échange de données entre les États membres de l'OMM et entre les milieux scientifique et applicatif ».
Un autre document de 2010 a fourni un calendrier pour la période de 2008 à 2012 comme phase de développement du Système mondial de prévisions interactives (GIFS) et 2012 comme période de mise en œuvre. En mars 2014, le TIGGE-LAM (modèle à haute résolution) fut lancé pour améliorer les prévisions régionales d'ensembles.